# G-Star
- 關於電子遊戲展覽，同樣簡稱為G-star，請見「韓國國際遊戲展示會」。
- 關於中国的音乐创作工作室，請見「郭思达」。

G-Star全称G-Star Raw，是一家荷兰设计师的时装公司，旨在设计时尚和高品质的都市服装。它是欧洲学生族群中一个非常流行的服装品牌，同时也在中国被认为是属于年轻都市男性的潮牌。
G-Star的全球旗艦店遍佈於世界上主要的時尚大都會，包括紐約、三藩市、洛杉磯、愛丁堡、墨爾本、悉尼、上海、巴黎、倫敦和加迪夫，而全球總部則位於阿姆斯特丹。除上所提之旗艦店城市外，時至今日G-Star在全球擁有超過6000家分店。